# 31771 Kirstenwright
31771 Kirstenwright este o planetă minoră (asteroid), cu un diametru de 6,737 km, din centura de asteroizi. A fost descoperită pe 13 mai 1999 la Experimental Test Site⁠(d) de Lincoln Near-Earth Asteroid Research. 
Obiectul prezintă o orbită caracterizată de o semiaxă mare de 3,1795721 UAi, o excentricitate de 0,07, o înclinație de 9,33312 ° în raport cu ecliptica.